# ULIC
ULIC (Wykaz ulic/podsystem systemu TERYT) – codziennie aktualizowany wykaz ulic będący składnikiem systemu Krajowego Rejestru Urzędowego Podziału Terytorialnego Kraju (TERYT).
ULIC jest rejestrem nazw ulic, zawierającym następujące informacje:
- główny człon nazwy ulicy, który powinien być używany do sortowania i wyszukiwania, np. nazwisko w nazwie: ul. Tadeusza Kościuszki,
- dodatkowy człon nazwy ulicy, np. imię w nazwie ulicy: ul. Tadeusza Kościuszki,
- rodzaj, określa czy jest to: ulica, skwer, aleja, plac, itp.,
- lokalizację w województwie, gminie, miejscowości (wsi) na podstawie kodów z pozostałych słowników systemu TERYT.

Na serwerach Głównego Urzędu Statystycznego dostępna jest przeglądarka systemu TERYT oraz pliki ze słownikami do pobrania, które można zaimportować do własnej bazy.

## Struktura pliku ULIC
Plik z aktualnym słownikiem jest dostępny do pobrania w formacie XML i kodowaniu UTF-8.

### Wygląd pliku ULIC.xml
Poniżej znajduje się wygląd nagłówka pliku ULIC.xml wraz z przykładowym rekordem :
```
<?xml version="1.0" encoding="UTF-8"?>

<teryt>

<catalog
 
name=
"ULIC"
 
type=
"all"
 
date=
"2013-06-10"
>

<row>

<col
 
name=
"WOJ"
>
04
</col>

<col
 
name=
"POW"
>
15
</col>

<col
 
name=
"GMI"
>
01
</col>

<col
 
name=
"RODZ_GMI"
>
1
</col>

<col
 
name=
"SYM"
>
0983126
</col>

<col
 
name=
"SYM_UL"
>
20677
</col>

<col
 
name=
"CECHA"
>
ul.
</col>

<col
 
name=
"NAZWA_1"
>
Spokojna
</col>

<col
 
name=
"NAZWA_2"
/>

<col
 
name=
"STAN_NA"
>
2013-06-10
</col>

</row>

<!-- More records <row> -->

</catalog>

</teryt>

```

Rekordy są zgromadzone w gałęzi catalog będącej potomkiem gałęzi głównej teryt.

### Struktura rekordu
Każdy rekord zawiera taką samą ilość pól o nazwie tagu col, każde pole ma zdefiniowany parametr name, według jego wartości identyfikuje się rodzaj pola i jego zawartość.
Są to:
- WOJ – liczba – kod województwa na podstawie słownika TERC,
- POW – liczba – kod powiatu na podstawie słownika TERC,
- GMI – liczba – kod gminy na podstawie słownika TERC,
- RODZ_GMI – liczba – rodzaj gminy na podstawie słownika TERC, pole może przyjąć jedną z wartości:
  - 1 – gmina miejska,
  - 2 – gmina wiejska,
  - 3 – gmina miejsko-wiejska,
  - 4 – miasto w gminie miejsko-wiejskiej,
  - 5 – obszar wiejski gminy miejsko-wiejskiej,
  - 8 – dzielnica w m.st. Warszawa,
  - 9 – delegatury miast: Kraków, Łódź, Poznań i Wrocław.
- SYM – liczba – kod miejscowości na podstawie słownika SIMC,
- SYM_UL – liczba – kod ulicy,
- CECHA – tekst – rodzaj ulicy, dozwolone są rodzaje:
  - UL. – ulica,
  - AL. – aleja,
  - PL. – plac,
  - SKWER,
  - BULW. – bulwar,
  - RONDO,
  - PARK,
  - RYNEK,
  - SZOSA,
  - DROGA,
  - OS. – osiedle,
  - OGRÓD,
  - WYSPA,
  - WYB. – wybrzeże,
  - INNE,
- NAZWA_1 – tekst – główny człon nazwy ulicy,
- NAZWA_2 – tekst – dodatkowy człon nazwy ulicy (może być pusty),
- STAN_NA – tekst – data aktualizacji w słowniku w formacie RRRR-MM-DD,